# Rolls-Royce 15 hp
El Rolls-Royce 15 hp fue uno de los cuatro coches en ser producidos como resultado de un acuerdo de 23 de diciembre de 1904 entre Charles Rolls y Henry Royce. Sellado como Rolls-Royce, el 15 hp fue producido por la compañía de Royce, Royce Ltd., en su factoría en Trafford Park, Manchester. Fue vendido exclusivamente por el concesionario de Rolls, C.S.Rolls & Co., a un precio de GBP500. El 15 hp fue exhibido en el Salón del Automóvil de París en diciembre de 1904, conjuntamente con los coches 10 hp, 20 hp y motores para los modelos de 30 hp, pero como el nuevo motor de tres cilindros no estaba preparado el chasis estaba incompleto.
Los motores de tres cilindros eran bastante populares en los primeros años de la automoción, y conseguir uno era parte de los ambiciones planes de la nueva compañía. La nueva disposición producía menos vibración que el motor de dos-cilindros y era mucho más simple que un seis-cilindros con su largo cigüeñal. Sin embargo, Royce estaba haciendo una gama de motores utilizando un bloque estándar de dos-cilindros, poniendo dos bloque juntos para el cuatro-cilindros y tres para el seis-cilindros. El tres-cilindros no encajaba con esta producción, debiéndose de fabricar los tres cilindros separadamente, y este es la razón por la que se cree que solo se fabricaron seis. El motor, que tiene un diámetro de 4 plg (102 mm) y una carrera de 5 plg (127 mm), es refrigerado por agua y de 3000 cc de capacidad con válvulas superiores de entrada y laterales de escape. Un sistema de ignición de alta-tensión utilizando acumuladores pre-cargados, un temblor y una bobina proporcionan la chispa de ignición. Como la iluminación utiliza petróleo, no existe otro dren para los acumuladores. La potencia de salida es de 15 bhp (11 kW) a 1000 rpm. La velocidad del motor está controlada por un gobernador que puede ser anulada por el acelerador controlado por pedal. Utiliza una caja de cambios de tres-velocidades, conectada al motor vía un corto eje y utiliza un embrague de cono de cuero.
El coche tiene una velocidad máxima de 39 mph (63 km/h). Tiene un freno de transmisión situado detrás de la caja de cambios operado por pedal de pie y frenos de tambor en el eje trasero operados por la palanca del freno de mano. La suspensión es de ballestas semielípticas tanto en el eje delantero como trasero con cruces adicionales en algunos de los coches. Se colocaron ruedas de tipo artillería.
Rolls-Royce no proporcionó la carrocería. En su lugar, los coches eran vendidos en forma de chasis y el cliente acordaba su propio proveedor de carrocería, siendo Barker recomendado.
Solo un coche, registrado SD 661 se conoce que ha sobrevivido.